# 地下室からこんにちは
「地下室からこんにちは」（ちかしつからこんにちは）は、フラワーカンパニーズの下北沢CLUB Queでのワンマンライブを収録した、1stライブ・ビデオ（VHS）。
長らく廃盤となっていたが、2020年4月1日リリースのBlu-ray『フラカン、二十代の記録 -Flower Companyz Twenties Records-』にデジタルリマスター化され収録された。

## 収録曲
1. 俺たちハタチ族
2. フェイクでいこう
3. ダイヤモンド
4. 冬のにおい
5. ライトを消して走れ
6. 積もった抜け毛に火をつけろ
7. むきだしの赤い俺
8. あったかいコーヒー
9. 雨よふれ
10. おお今日も空振り
11. 恋をしましょう
12. くるったバナナ
13. プラスチックにしてくれ